# لورنس فيشر
لورنس فيشر (بالفرنسية: Laurence Fischer)‏ هي لاعبة كاراتيه فرنسية، ولدت في 7 نوفمبر 1973 في غارون العليا في فرنسا.

## وصلات خارجية
- لورنس فيشر على موقع KarateRec.com (الإنجليزية)